# La Selve (Aveyron)
Pour les articles homonymes, voir La Selve et Selve.
La Selve est une commune française, située dans le département de l'Aveyron, en région Occitanie.

## Géographie

### Localisation
La commune de La Selve se situe dans la région naturelle du Ségala aveyronnais.

### Communes limitrophes
Les communes limitrophes sont  Auriac-Lagast, Cassagnes-Bégonhès, Durenque, Lédergues, Rullac-Saint-Cirq, Réquista et Saint-Jean-Delnous.

### Paysages et relief
C'est un plateau profondément entaillé par les vallées de trois ruisseaux : le Glandou au nord, le Fouquet au centre qui traverse le village de la Selve et la Durenque au sud. Le paysage s'en trouve profondément vallonné.

### Hydrographie

#### Réseau hydrographique

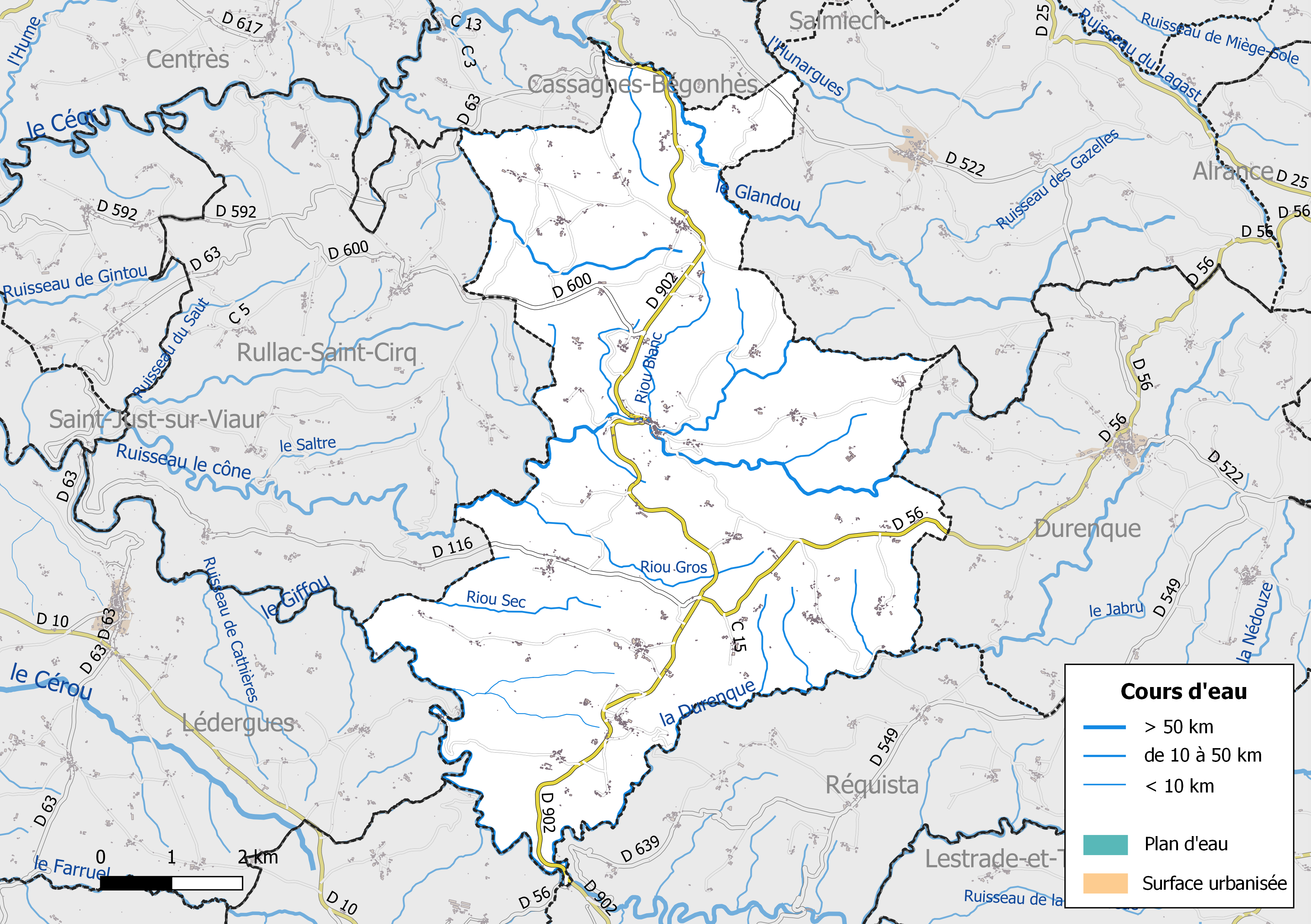
Réseaux hydrographique et routier de La Selve.

La commune est drainée par le Giffou, la Durenque, le Glandou, le Cône, l'Hunargues, le ruisseau de Bertrand, le ruisseau de la Fourque, le riou Blanc, le riou Gros, le riou Sec, le ruisseau de la Salvetat, le ruisseau de Longue Vernhe et par divers petits cours d'eau.
Le Giffou, d'une longueur totale de 46,2 km, prend sa source dans la commune de Villefranche-de-Panat et se jette  dans le Céor à Saint-Just-sur-Viaur, après avoir arrosé 9 communes.
La Durenque, d'une longueur totale de 17,4 km, prend sa source dans la commune de Durenque et se jette  dans le Giffou à Réquista, après avoir arrosé 3 communes.
Le Glandou, d'une longueur totale de 12,2 km, prend sa source dans la commune de Auriac-Lagast et se jette  dans le Céor à Cassagnes-Bégonhès, après avoir arrosé 4 communes.
Le Cône, d'une longueur totale de 22 km, prend sa source dans la commune d'Auriac-Lagast et se jette  dans le Giffou à Rullac-Saint-Cirq, après avoir arrosé 5 communes.

#### Gestion des cours d'eau
Afin d’atteindre le bon état des eaux imposé par la Directive-cadre sur l'eau du 23 octobre 2000, plusieurs outils de gestion intégrée s’articulent à différentes échelles pour définir et mettre en œuvre un programme d’actions de réhabilitation et de gestion des milieux aquatiques : le SDAGE (Schéma directeur d'aménagement et de gestion des eaux), à l’échelle du bassin hydrographique, et le SAGE (Schéma d'aménagement et de gestion des eaux), à l’échelle locale. Ce dernier fixe les objectifs généraux d’utilisation, de mise en valeur et de protection quantitative et qualitative des ressources en eau superficielle et souterraine. Trois SAGE sont mis en œuvre dans le département de l'Aveyron.
La commune fait partie du SAGE du bassin versant du Viaur, approuvé le 28 mars 2018, au sein du SDAGE Adour-Garonne. Le périmètre de ce SAGE couvre 89 communes, sur trois départements (Aveyron, Tarn et Tarn-et-Garonne),. Le pilotage et l’animation du SAGE sont assurés par l’établissement public d'aménagement et de gestion des eaux (EPAGE) du bassin du Viaur, une structure qui regroupe les établissements publics de coopération intercommunale à fiscalité propre (EPCI-FP) dont le territoire est inclus (en totalité ou partiellement) dans le bassin hydrographique du Viaur et les structures gestionnaires de l’alimentation en eau potable des populations et qui disposent d’une ressource sur le bassin versant du Viaur. Il correspond à l’ancien syndicat mixte du Bassin versant du Viaur,.

### Climat
Pour des articles plus généraux, voir Climat de l'Occitanie et Climat de l'Aveyron.
En 2010, le climat de la commune est de type climat océanique altéré, selon une étude s'appuyant sur une série de données couvrant la période 1971-2000. En 2020, Météo-France publie une typologie des climats de la France métropolitaine dans laquelle la commune est dans une zone de transition entre le climat océanique altéré et le climat de montagne et est dans la région climatique Sud-est du Massif Central, caractérisée par une pluviométrie annuelle de 1 000 à 1 500 mm, minimale en été, maximale en automne.
Pour la période 1971-2000, la température annuelle moyenne est de 10,8 °C, avec une amplitude thermique annuelle de 15,6 °C. Le cumul annuel moyen de précipitations est de 1 017 mm, avec 11,2 jours de précipitations en janvier et 6,8 jours en juillet. Pour la période 1991-2020, la température moyenne annuelle observée sur la station météorologique la plus proche, située sur la commune de Durenque à 7 km à vol d'oiseau, est de 10,6 °C et le cumul annuel moyen de précipitations est de 1 092,0 mm,. Pour l'avenir, les paramètres climatiques de la commune estimés pour 2050 selon différents scénarios d'émission de gaz à effet de serre sont consultables sur un site dédié publié par Météo-France en novembre 2022.

### Milieux naturels et biodiversité

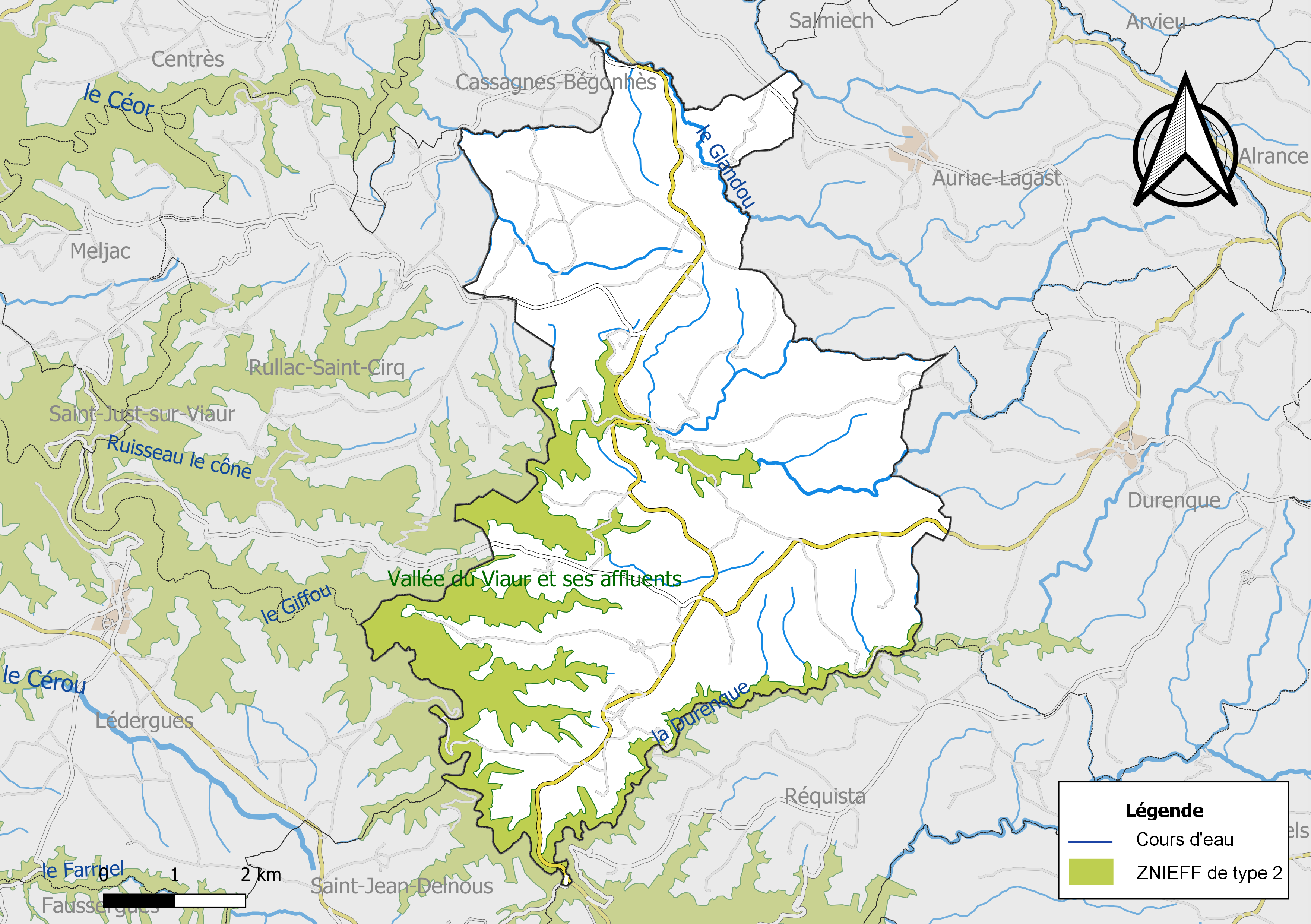
Carte de la ZNIEFF de type 2 localisée sur la commune.

L’inventaire des zones naturelles d'intérêt écologique, faunistique et floristique (ZNIEFF) a pour objectif de réaliser une couverture des zones les plus intéressantes sur le plan écologique, essentiellement dans la perspective d’améliorer la connaissance du patrimoine naturel national et de fournir aux différents décideurs un outil d’aide à la prise en compte de l’environnement dans l’aménagement du territoire.
Le territoire communal de La Selve comprend une ZNIEFF de type 2,, 
la « Vallée du Viaur et ses affluents » (27 587 ha), qui s'étend sur 56 communes dont 45 dans l'Aveyron, 10 dans le Tarn et 1 dans le Tarn-et-Garonne.

## Urbanisme

### Typologie
Au 1er janvier 2024, La Selve est catégorisée commune rurale à habitat très dispersé, selon la nouvelle grille communale de densité à 7 niveaux définie par l'Insee en 2022.
Elle est située hors unité urbaine et hors attraction des villes,.

### Occupation des sols

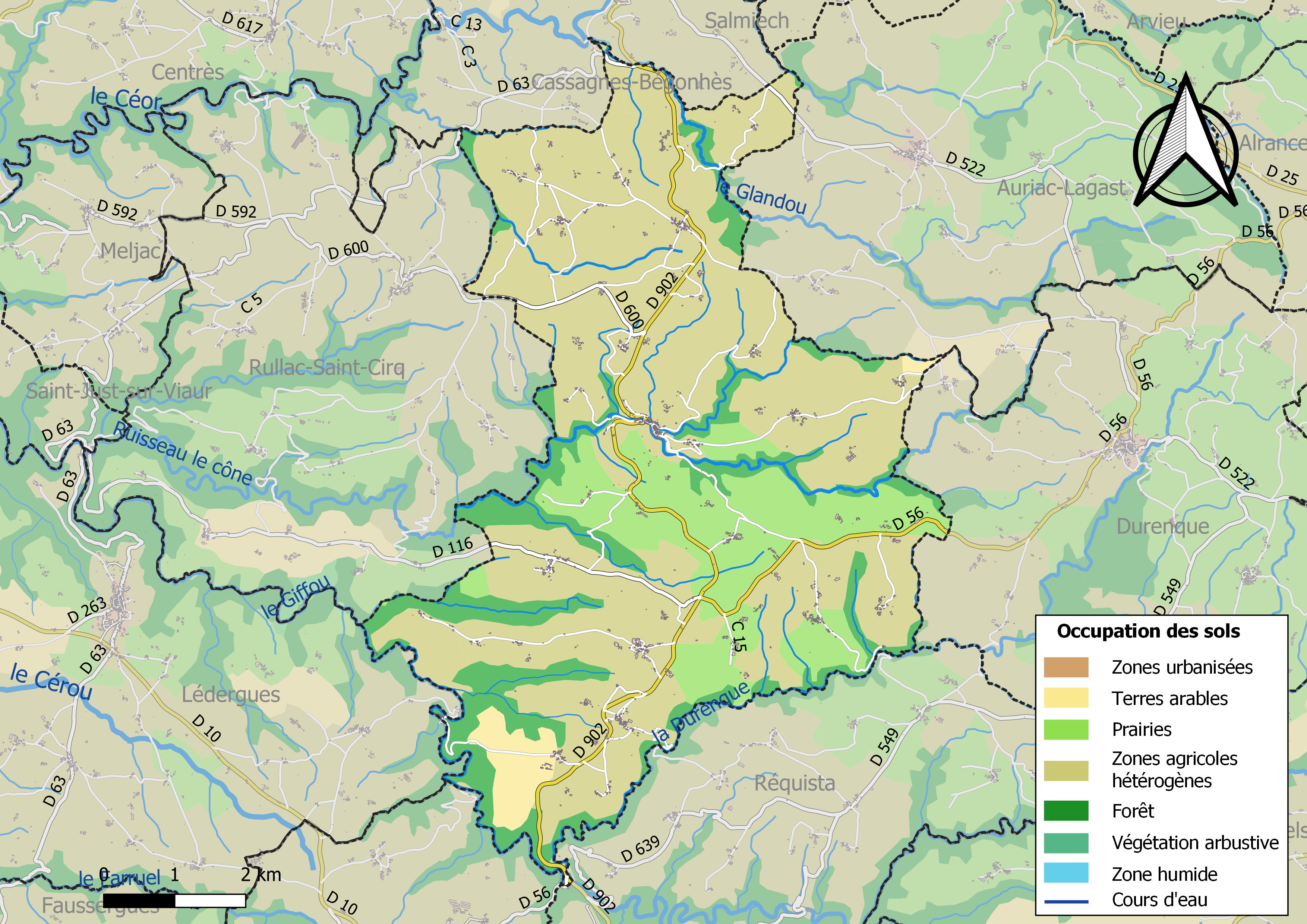
Infrastructures et occupation des sols de la commune de La Selve.

L'occupation des sols de la commune, telle qu'elle ressort de la base de données européenne d’occupation biophysique des sols Corine Land Cover (CLC), est marquée par l'importance des territoires agricoles (84,2 % en 2018), une proportion identique à celle de 1990 (84,2 %). La répartition détaillée en 2018 est la suivante : 
zones agricoles hétérogènes (64,7 %), prairies (16,8 %), forêts (15,8 %), terres arables (2,7 %).

### Planification
La commune, en 2017, avait engagé l'élaboration d'un plan local d'urbanisme.

### Risques majeurs
Le territoire de la commune de La Selve est vulnérable à différents aléas naturels : inondations, climatiques (hiver exceptionnel ou canicule), feux de forêts et séisme (sismicité très faible).
Il est également exposé à un risque technologique, le transport de matières dangereuses, et à un risque particulier, le risque radon,.

#### Risques naturels

Zones inondables de la commune de La Selve.

Certaines parties du territoire communal sont susceptibles d’être affectées par le risque d’inondation par débordement du Giffou. Les dernières grandes crues historiques, ayant touché plusieurs parties du département, remontent aux 3 et 4 décembre 2003 (dans les bassins du Lot, de l'Aveyron, du Viaur et du Tarn) et au 28 novembre 2014 (bassins de la Sorgues et du Dourdou). Ce risque est pris en compte dans l'aménagement du territoire de la commune par le biais du Plan de prévention du risque inondation (PPRI) Céor-Giffou, approuvé le 9 février 2016.
Le Plan départemental de protection des forêts contre les incendies découpe le département de l’Aveyron en sept « bassins de risque » et définit une sensibilité des communes à l’aléa feux de forêt (de faible à très forte). La commune est classée en sensibilité faible.
Les mouvements de terrains susceptibles de se produire sur la commune sont liés au retrait-gonflement des argiles, conséquence d'un changement d'humidité des sols argileux. Les argiles sont capables de fixer l'eau disponible mais aussi de la perdre en se rétractant en cas de sécheresse. Ce phénomène peut provoquer des dégâts très importants sur les constructions (fissures, déformations des ouvertures) pouvant rendre inhabitables certains locaux. La carte de zonage de cet aléa peut être consultée sur le site de l'observatoire national des risques naturels Georisques

#### Risques technologiques
Le risque de transport de matières dangereuses sur la commune est lié à sa traversée par une route à fort trafic. Un accident se produisant sur une telle infrastructure est en effet susceptible d’avoir des effets graves au bâti ou aux personnes jusqu’à 350 m, selon la nature du matériau transporté. Des dispositions d’urbanisme peuvent être préconisées en conséquence.

#### Risque particulier
Dans plusieurs parties du territoire national, le radon, accumulé dans certains logements ou autres locaux, peut constituer une source significative d’exposition de la population aux rayonnements ionisants. Toutes les communes du département sont concernées par le risque radon à un niveau plus ou moins élevé. Selon le dossier départemental des risques majeurs du département établi en 2013, la commune de La Selve est classée à risque moyen à élevé. Un décret du 4 juin 2018 a modifié la terminologie du zonage définie dans le code de la santé publique et a été complété par un arrêté du 27 juin 2018 portant délimitation des zones à potentiel radon du territoire français. La commune est désormais en zone 3, à savoir zone à potentiel radon significatif.

## Toponymie
Attesté sous la forme La Selva en 1170.
Ce nom est directement issu du mot latin silva (la « forêt »), tout comme La Selve dans l'Aisne.

## Histoire
La Chapelle de Notre-Dame de l'Assomption, agrandie, est devenue l'église paroissiale. Au bas de l'escalier qui y mène, base de croix rustique avec la figuration d'une ville (Jérusalem ?).
Au XVIIIe siècle, La Selve avait quatre-vingts maisons, mille deux cent trente habitants, des ateliers de tissage et d'ébénisterie.
La Selve fut aussi seigneurie des familles de Girel (XVIe siècle) et de Boyssière (XVIIe siècle) et résidence de plusieurs familles nobles comme celle de Raymond (XVIIe siècle-XVIIIe siècle).

### Les Templiers et les Hospitaliers
En 1150, Guillaume Alaman, seigneur de Bégon, fit une donation aux Templiers qui leur permit d'établir une commanderie. Celle-ci s'accrut en 1172, année de la donation à Élie de Montbrun par Adémar de Cadars de tous ses droits sur la localité. En même temps, la commanderie reçut l'église et le lieu de Bégon et l'église de Rullac-Saint-Cirq. Elle acquit des droits à Auriac-Lagast (1212), à Tanus (1263), à la Clause, à Broquiès et Ayssènes, mais aussi à Faussergues et à Lautrec, en Albigeois. Elle se développa surtout aux dépens des anciens domaines de Vabres. L'abbé de ce monastère conserva cependant un droit de gîte.
Les Templiers, puis les Hospitaliers de l'ordre de Saint-Jean de Jérusalem se heurtèrent au pouvoir royal établi à Cassagnes-Bégonhès (XIIIe - XIVe siècle). Par la suite, les rapports s'améliorèrent et La Selve bénéficia de divers avantages comme de trois foires et d'un marché hebdomadaire (lettres patentes de juin 1540).
La commanderie a laissé un cartulaire de 255 chartes, la plupart en langue vulgaire (langue d'oc), qui est conservé aux Archives départementales de la Haute-Garonne. Un nombre important de ces chartes remonte au XIIe siècle. Ce cartulaire a été publié en 1985 par Paul Ourliac et Anne-Marie Magnou.
Pendant les guerres de religion (vers 1580), le château et les archives furent brûlés par les protestants. Le château fut relevé par le commandeur Hercule de Vintimille-Revest (1609-1610). Il n'en reste aujourd'hui qu'une tour (et une partie des bâtiments transformés en habitations).

## Politique et administration

### Découpage territorial
La commune de La Selve est membre de la communauté de communes du Réquistanais, un établissement public de coopération intercommunale (EPCI) à fiscalité propre créé le 20 mars 2000 dont le siège est à Réquista. Ce dernier est par ailleurs membre d'autres groupements intercommunaux.
Sur le plan administratif, elle est rattachée à l'arrondissement de Millau, au département de l'Aveyron et à la région Occitanie. Sur le plan électoral, elle dépend du  canton des Monts du Réquistanais pour l'élection des conseillers départementaux, depuis le redécoupage cantonal de 2014 entré en vigueur en 2015, et de la troisième circonscription de l'Aveyron  pour les élections législatives, depuis le dernier découpage électoral de 2010.

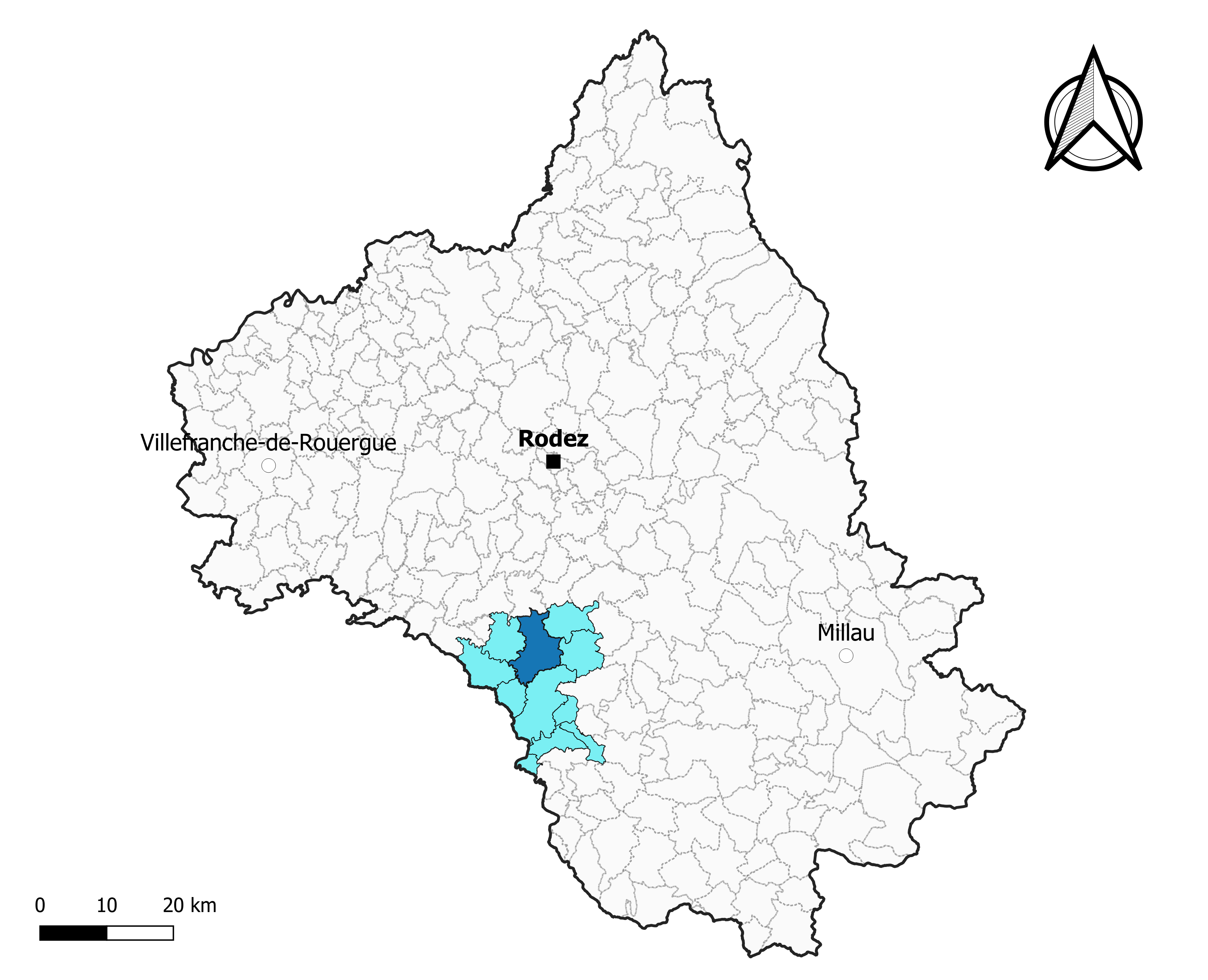
La Selve dans l'intercommunalité en 2020.
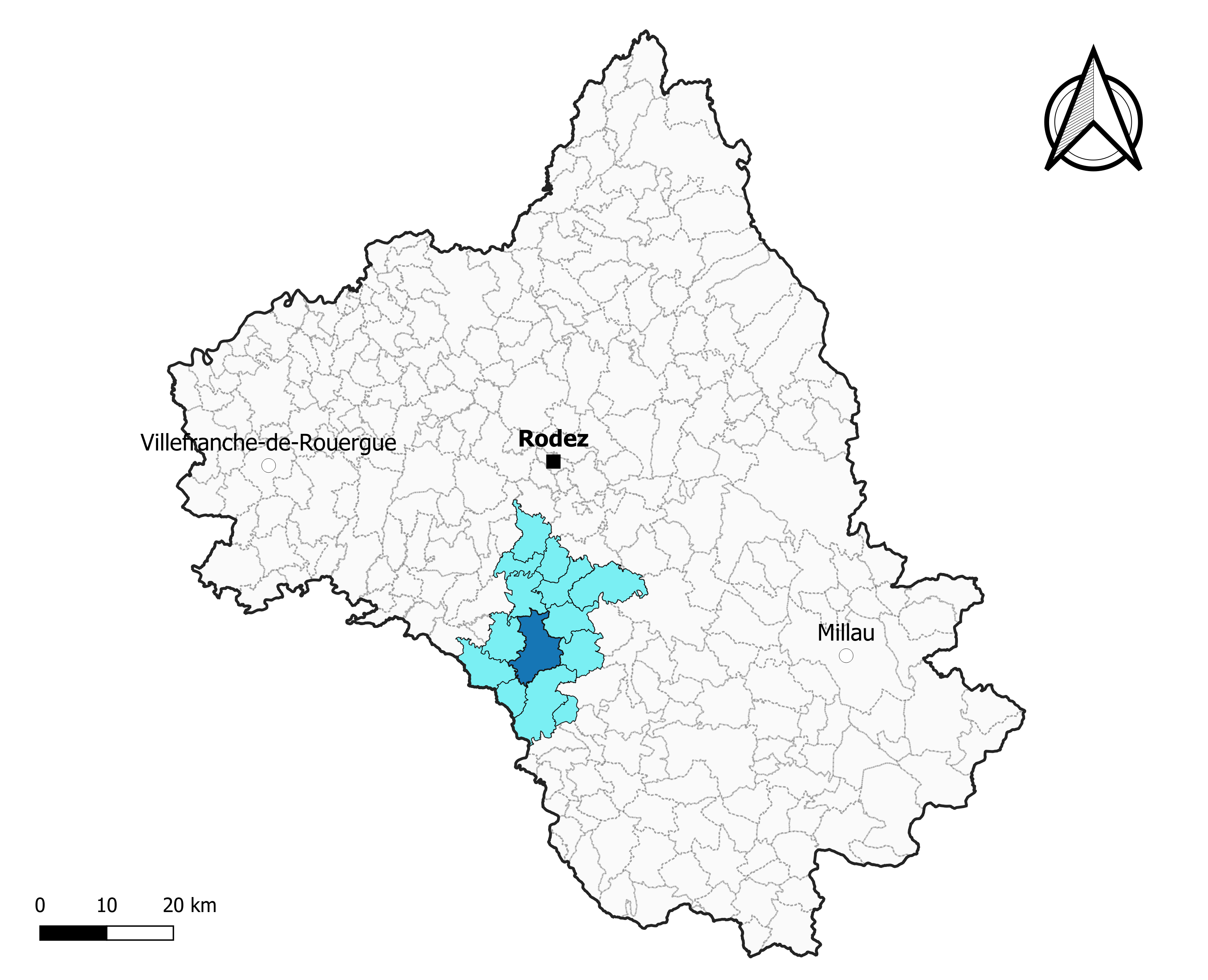
La Selve dans le canton des Monts du Réquistanais en 2020.
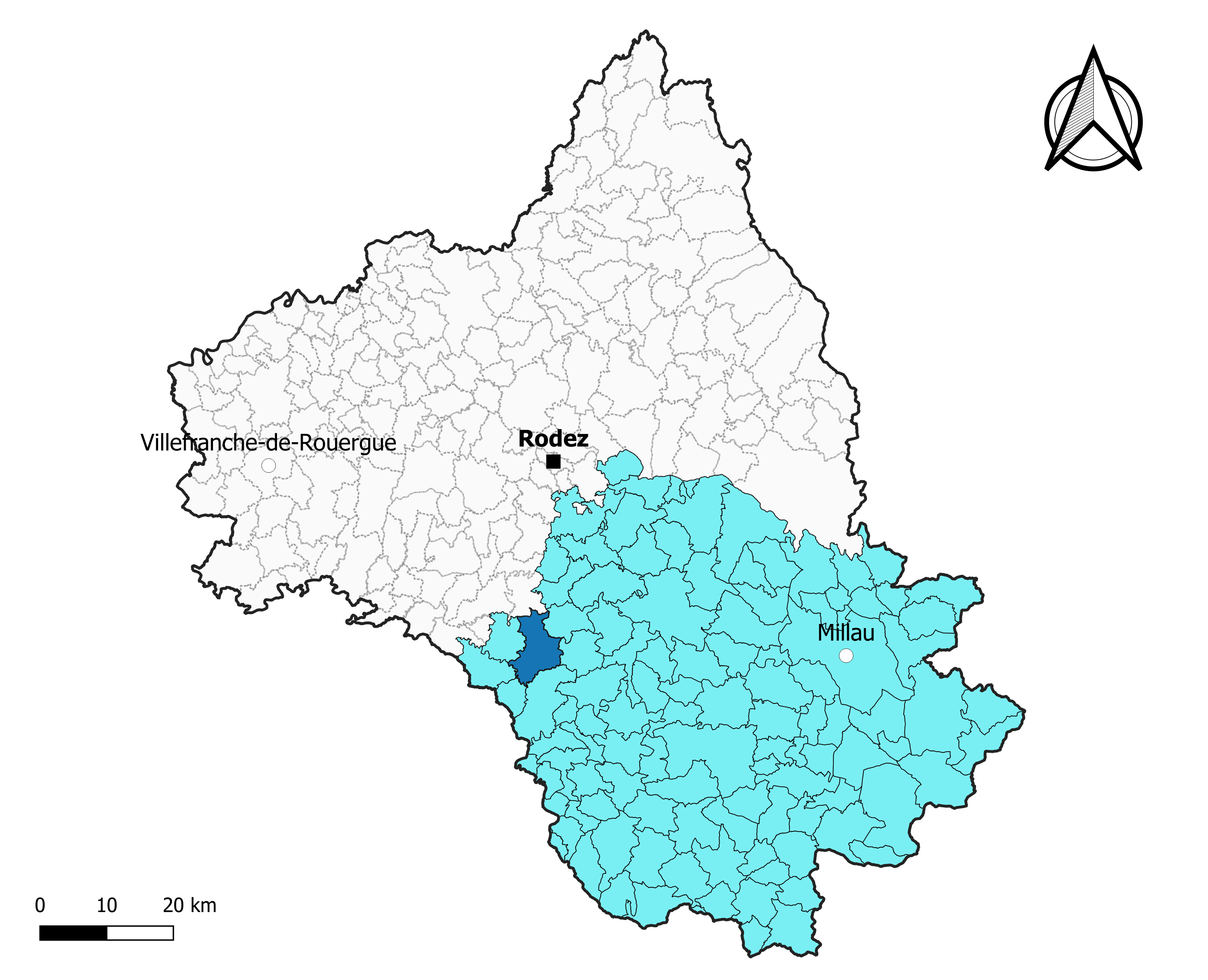
La Selve dans l'arrondissement de Millau en 2020.

### Élections municipales et communautaires

#### Élections de 2020
Le conseil municipal de Selve, commune de moins de 1 000 habitants, est élu au scrutin majoritaire plurinominal à deux tours avec candidatures isolées ou groupées et possibilité de panachage. Compte tenu de la population communale, le nombre de sièges à pourvoir lors des élections municipales de 2020 est de 15. Sur les vingt-deux candidats en lice, quinze sont élus dès le premier tour, le 15 mars 2020, correspondant à la totalité des sièges à pourvoir, avec un taux de participation de 48,05 %.
Marc Frayssinet, maire sortant, est réélu pour un nouveau mandat le 24 mai 2020.
Dans les communes de moins de 1 000 habitants, les conseillers communautaires sont désignés parmi les conseillers municipaux élus en suivant l’ordre du tableau (maire, adjoints puis conseillers municipaux) et dans la limite du nombre de sièges attribués à la commune au sein du conseil communautaire. Trois sièges sont attribués à la commune au sein de la communauté de communes du Réquistanais.

#### Liste des maires
| Période                                  | Période  | Identité         | Étiquette | Qualité                             |
| ---------------------------------------- | -------- | ---------------- | --------- | ----------------------------------- |
| Les données manquantes sont à compléter. |          |                  |           |                                     |
|                                          |          |                  |           |                                     |
| 1989                                     | 2014     | Claude Jalbert   |           |                                     |
| avril 2014 (réélu en mai 2020)           | En cours | Marc Frayssinet, | SE        | Agriculteur sur petite exploitation |

## Population et société

### Démographie
L'évolution du nombre d'habitants est connue à travers les recensements de la population effectués dans la commune depuis 1793. Pour les communes de moins de 10 000 habitants, une enquête de recensement portant sur toute la population est réalisée tous les cinq ans, les populations de référence des années intermédiaires étant quant à elles estimées par interpolation ou extrapolation. Pour la commune, le premier recensement exhaustif entrant dans le cadre du nouveau dispositif a été réalisé en 2007.

En 2022, la commune comptait 583 habitants, en évolution de −7,17 % par rapport à 2016 (Aveyron : +0,37 %, France hors Mayotte : +2,11 %).
| 1793 | 1800 | 1806  | 1821  | 1831  | 1836  | 1841  | 1846  | 1851  |
| ---- | ---- | ----- | ----- | ----- | ----- | ----- | ----- | ----- |
| 910  | 840  | 3 111 | 3 094 | 2 835 | 1 820 | 1 915 | 1 884 | 1 820 |

| 1856  | 1861  | 1866  | 1872  | 1876  | 1881  | 1886  | 1891  | 1896  |
| ----- | ----- | ----- | ----- | ----- | ----- | ----- | ----- | ----- |
| 1 646 | 1 640 | 1 680 | 1 692 | 1 706 | 1 801 | 1 785 | 1 711 | 1 719 |

| 1901  | 1906  | 1911  | 1921  | 1926  | 1931  | 1936  | 1946  | 1954  |
| ----- | ----- | ----- | ----- | ----- | ----- | ----- | ----- | ----- |
| 1 659 | 1 620 | 1 731 | 1 415 | 1 457 | 1 486 | 1 505 | 1 389 | 1 273 |

| 1962  | 1968  | 1975 | 1982 | 1990 | 1999 | 2006 | 2007 | 2012 |
| ----- | ----- | ---- | ---- | ---- | ---- | ---- | ---- | ---- |
| 1 264 | 1 148 | 952  | 867  | 787  | 713  | 675  | 670  | 643  |

| 2017 | 2022 | - | - | - | - | - | - | - |
| ---- | ---- | - | - | - | - | - | - | - |
| 628  | 583  | - | - | - | - | - | - | - |

## Économie

### Revenus
En 2018  (données Insee publiées en septembre 2021), la commune compte 269 ménages fiscaux, regroupant 575 personnes. La médiane du revenu disponible par unité de consommation est de 19 200 € (20 640 € dans le département).

### Emploi
| Division       | 2008  | 2013  | 2018  |
| -------------- | ----- | ----- | ----- |
| Commune        | 2,8 % | 5,4 % | 7,5 % |
| Département    | 5,4 % | 7,1 % | 7,1 % |
| France entière | 8,3 % | 10 %  | 10 %  |

En 2018, la population âgée de 15 à 64 ans s'élève à 332 personnes, parmi lesquelles on compte 76,8 % d'actifs (69,2 % ayant un emploi et 7,5 % de chômeurs) et 23,2 % d'inactifs,. En  2018, le taux de chômage communal (au sens du recensement) des 15-64 ans est supérieur à celui du département, mais inférieur à celui de la France, alors qu'il était inférieur à celui du département et de la France en 2008.
La commune est hors attraction des villes,. Elle compte 186 emplois en 2018, contre 181 en 2013 et 199 en 2008. Le nombre d'actifs ayant un emploi résidant dans la commune est de 243, soit un indicateur de concentration d'emploi de 76,7 % et un taux d'activité parmi les 15 ans ou plus de 49,9 %.
Sur ces 243 actifs de 15 ans ou plus ayant un emploi, 151 travaillent dans la commune, soit 62 % des habitants. Pour se rendre au travail, 55,2 % des habitants utilisent un véhicule personnel ou de fonction à quatre roues, 0,8 % les transports en commun, 15,2 % s'y rendent en deux-roues, à vélo ou à pied et 28,8 % n'ont pas besoin de transport (travail au domicile).

### Activités hors agriculture

#### Secteurs d'activités
53 établissements sont implantés  à la Selve au 31 décembre 2019. Le tableau ci-dessous en détaille le nombre par secteur d'activité et compare les ratios avec ceux du département,.
| Secteur d'activité                                                                                        | Commune | Commune | Département |
| Secteur d'activité                                                                                        | Nombre  | %       | %           |
| --- | ------- | ------- | ----------- |
| Ensemble                                                                                                  | 53      |         |             |
| Industrie manufacturière, industries extractives et autres                                                | 34      | 64,2 %  | (17,7 %)    |
| Construction                                                                                              | 4       | 7,5 %   | (13 %)      |
| Commerce de gros et de détail, transports, hébergement et restauration                                    | 6       | 11,3 %  | (27,5 %)    |
| Activités immobilières                                                                                    | 1       | 1,9 %   | (4,2 %)     |
| Activités spécialisées, scientifiques et techniques et activités de services administratifs et de soutien | 4       | 7,5 %   | (12,4 %)    |
| Administration publique, enseignement, santé humaine et action sociale                                    | 2       | 3,8 %   | (12,7 %)    |
| Autres activités de services                                                                              | 2       | 3,8 %   | (7,8 %)     |

Le secteur de l'industrie manufacturière, des industries extractives et autres est prépondérant sur la commune puisqu'il représente 64,2 % du nombre total d'établissements de la commune (34 sur les 53 entreprises implantées  à la La Selve), contre 17,7 % au niveau départemental.

### Agriculture
L'économie de la commune repose quasi exclusivement sur l'agriculture et principalement l'élevage de brebis laitières destiné à la production de roquefort.
La commune est dans le Segala, une petite région agricole occupant l'ouest du département de l'Aveyron. En 2020, l'orientation technico-économique de l'agriculture  sur la commune est l'élevage d'ovins ou de caprins.
|               | 1988  | 2000  | 2010  | 2020  |
| ------------- | ----- | ----- | ----- | ----- |
| Exploitations | 134   | 111   | 101   | 78    |
| SAU (ha)      | 4 020 | 4 246 | 4 569 | 4 363 |

Le nombre d'exploitations agricoles en activité et ayant leur siège dans la commune est passé de 134 lors du recensement agricole de 1988  à 111 en 2000 puis à 101 en 2010 et enfin à 78 en 2020, soit une baisse de 42 % en 32 ans. Le même mouvement est observé à l'échelle du département qui a perdu pendant cette période 51 % de ses exploitations,. La surface agricole utilisée sur la commune a quant à elle augmenté, passant de 4 020 ha en 1988 à 4 363 ha en 2020. Parallèlement la surface agricole utilisée moyenne par exploitation a augmenté, passant de 30 à 56 ha.

## Culture locale et patrimoine

### Lieux et monuments
La commune de la Selve compte trois paroisses : La Selve, Lagarde et Bégon. Une des plus emblématiques est la paroisse de Bégon, avec son église Saint-Jean-Baptiste. Cette église est bâtie sur un lieu templier. Il y avait en effet un réseau de lieux templiers dans le voisinage de Bégon, et en particulier à La Selve.
- Église de l'Assomption de La Selve.
- Église Saint-Jean-Baptiste de Bégon.
- Église Saint-Martial de Lagarde.

### Personnalités liées à la commune
- Léon Froment (1869-1934), compositeur, folkloriste, organiste de la cathédrale de Rodez, inhumé au cimetière de La Selve.